# Draugen: Rarities
A Draugen: Rarities a norvég egyszemélyes zenekar Burzum kétlemezes válogatásalbuma, ami 2005. szeptember 19-én jelent meg. A válogatáson hallható számok a "Seven Harmonies of the Unknown Truth" kivételével mind a Burzum zenéi, amelyek a Burzum (Demo I) demón, a Burzum, a Det Som Engang Var és a Filosofem nagylemezeken, továbbá az Aske EP-n és a Svarte Dauen bootlegen találhatók meg. A "Seven Harmonies of the Unknown Truth" a norvég black metal/ambient projekt Ildjarn zenéje.
Az első lemezen 13 szám található, a második lemezen a Dunkelheit című szám videóklipje szerepel.

## Számlista
Első lemez
1. Lost Forgotten Sad Spirit - 9:11 (Burzum, 1992)
2. Stemmen Fra Tårnet - 6:09 (Aske EP, 1993)
3. Dominus Sathanas - 3:04 (Aske EP, 1993)
4. Lost Wisdom - 4:52 (Burzum (Demo I), 1991)
5. Spell Of Destruction - 4:58 (Burzum (Demo I), 1991)
6. Channeling The Power Of Souls Into A New God - 4:00 (Burzum (Demo I), 1991)
7. Outro - 1:57 (Burzum (Demo I), 1991)
8. Et Hvitt Lys Over Skogen - 9:08 (Svarte Dauen bootleg, 1998)
9. Once Emperor - 6:14 (Svarte Dauen bootleg, 1998)
10. Seven Harmonies Of The Unknown Truth - 3:09 (Svarte Dauen bootleg, 1998)
11. My Journey To The Stars - 8:10 (Burzum, 1992)
12. Lost Wisdom - 4:38 (Det Som Engang Var, 1993)
13. Dunkelheit - 7:05 (Filosofem, 1996)

Második lemez (videó)
1. Dunkelheit - 7:41

## Közreműködők
- Varg Vikernes – ének, dalszöveg, összes hangszer
- Samoth – basszusgitár a "Stemmen fra tårnet" című számon